# Опейко, Фёдор Александрович
Фёдор Александрович Опейко (21 февраля 1908, Минск — 29 апреля 1970) — советский учёный в области механики торфяных машин. Член-корреспондент АН БССР (1950), член-корреспондент Академии сельскохозяйственных наук БССР (1959–1961), доктор технических наук (1949), профессор (1950).

## Биография
Окончил Московский торфяной институт (1932). С 1933 по 1941 г. ассистент, доцент Белорусского политехнического института.
Во время Великой Отечественной войны преподавал в Челябинском автотракторном техникуме и активно сотрудничал со специалистами в области танкостроения.
С 1942 года доцент Московского института механизации и электрификации сельского хозяйства, с 1949 года и до конца жизни заведующий кафедрой торфяных машин Белорусского политехнического института. Одновременно в 1938–1941 гг. и с 1949 г. до конца жизни старший научный сотрудник Института торфа Академии наук БССР.
Награждён орденом «Знак Почёта» (1959, 1968), медалью «За доблестный труд в Великой Отечественной войне 1941–1945 гг.».

## Научный и практический вклад
Научные работы по прикладной механике, расчёту торфяных машин и сельскохозяйственной техники. Создал математическую теорию трения, положенную в основу теории гусеничного хода и других фрикционных механизмов. Разработал упрощенную теорию точности механизмов, которая отличается совершенным способом вычисления погрешностей элементов пар. Автор работ по теории пластичности, контактной прочности.
Автор более 130 научных работ, в том числе 4 монографий, 6 изобретений.
Подготовил 3 доктора и 44 кандидата наук.

### Основные работы
- Колёсный и гусеничный ход. — Минск: Изд-во Акад. с.-х. наук БССР, 1960.
- Теория прочности. — Минск: Изд-во М-ва высш., сред. спец. и проф. образ. БССР, 1961.
- Торфяные машины. — Минск: Вышэйшая школа, 1968.
- Математическая теория трения. — Минск: Наука и техника, 1971.